# ライフリビング
ライフリビング株式会社（英称:Life Living Co., Ltd.）は、日本の不動産会社。2020年に株式会社リビングコーポレーションへ商号変更された。
本項では前身のSBIライフリビング株式会社、及びかつて同社名を名乗っていた株式会社ウェイブダッシュについても述べる。
初代のSBIライフリビング株式会社は、2006年6月20日、東証マザーズに上場したが、2015年にアドバンテッジ パートナーズ傘下に入り、5月1日付で上場廃止となった。

## 沿革

### SBIライフリビング株式会社（初代）→株式会社ウェイブダッシュ(初代）
- 1990年2月 - 有限会社シープエンタープライズ創業。
- 1994年10月 - 有限会社ジェイコレクションに社名変更。
- 1997年3月 - 株式会社シエナシティサービス設立。
- 2004年2月 - 株式会社リビングコーポレーションに社名変更。
- 2006年6月 - 東証マザーズ上場。
- 2007年9月 - TOBによりSBIホールディングス傘下。
- 2009年7月 - SBIライフリビング株式会社に社名変更。
- 2015年2月 - アドバンテッジ パートナーズ傘下の株式会社LLホールディングスの子会社となる。
- 2015年5月 - 上場廃止。株式会社LLホールディングスの完全子会社となる。
- 2016年2月 - 不動産事業を会社分割により株式会社LLコーポレーションに承継し、株式会社ウェイブダッシュ（初代）へ商号変更。インターネットサイト運営会社となる。
- 2016年10月 - 株式会社LLホールディングスが株式会社ウェイブダッシュ（初代）を吸収合併し、株式会社ウェイブダッシュ（2代）に商号変更。

### SBIライフリビング株式会社（2代）→ライフリビング株式会社→株式会社リビングコーポレーション
- 2015年8月 - 株式会社LLコーポレーション設立。
- 2016年2月 - 不動産事業を会社分割によりSBIライフリビング株式会社（初代）より承継し、SBIライフリビング株式会社（2代）へ商号変更。
- 2016年7月 - 株式会社レオパレス21の完全子会社となり、ライフリビング株式会社へ商号変更。
- 2019年12月 - 一建設株式会社の完全子会社となる。
- 2020年4月 - 株式会社リビングコーポレーションへ商号変更。

## 特徴
賃貸用マンションを設計・建設して、不動産ファンド、法人、個人富裕層に1棟ごと販売する。主力のモジュロールシリーズは、シンプルなコンクリート打ちっぱなしの外観、コンクリート壁とガラスの間仕切りのリビング、レールスポット式照明や、モダンなキッチンや水周りのシステムなど、デザイン性の高いエクステリア/インテリアが特徴。また「モジュロール工法」という独自の設計により、建物の高さが10メートルで通常は3階建てとなるところに、4階建てを実現するなどして、収益性の高い建築ノウハウがある。2006年からはホテルの開発も始めている。2007年9月、SBIホールディングスによるTOB（株式公開買付け）に応じ、同グループ傘下に入ったが、2015年2月、アドバンテッジ パートナーズ傘下のファンドが設立した株式会社LLホールディングスがTOBを実施。同社の子会社となった。2016年7月に株式会社レオパレス21の完全子会社となり、2019年12月には一建設株式会社の完全子会社となっている。